# Loch Cròcach
Loch Cròcach är en sjö i Storbritannien.   Den ligger i kommunen Highland och riksdelen Skottland, i den norra delen av landet, 800 km norr om huvudstaden London. Loch Cròcach ligger 71 meter över havet.Trakten runt Loch Cròcach består i huvudsak av gräsmarker.